# Liste der denkmalgeschützten Objekte in St. Pölten-Wagram
Die Liste der denkmalgeschützten Objekte in St. Pölten-Wagram enthält die 5 denkmalgeschützten, unbeweglichen Objekte des St. Pöltner Stadtteils Wagram.

## Denkmäler
| Foto |                 | Denkmal                                                        | Standort                                                 | Beschreibung | Metadaten |
| ---- | --------------- | -------------------------------------------------------------- | -------------------------------------------------------- | --- | --- |
| ja   | Datei hochladen | Fundzone Oberwagram HERIS-ID: 31481 Objekt-ID: 28442           | Oberwagram Standort KG: Oberwagram                       | | BDA-Hist.: Q37942537 Status: Bescheid Stand der BDA-Liste: 2025-06-30 Name: Fundzone Oberwagram GstNr.: 537/1, 542/1, 542/3, 543/1, 544/1, 544/2, 552/4, 553/1, 554/1 |
| ja   | Datei hochladen | Bildstock HERIS-ID: 32342 Objekt-ID: 29420                     | Purkersdorfer Straße 55, östlich Standort KG: Oberwagram | Der Vierkantpfeiler mit Spiegelfeldern besitzt einen kubischen, mit Rundpfeilern besetzter Aufsatz und entstand in der 2. Hälfte des 17. Jahrhunderts. | BDA-Hist.: Q37947446 Status: § 2a Stand der BDA-Liste: 2025-06-30 Name: Bildstock GstNr.: 562/9 Bildstock Purkersdorfer Straße                                        |
| ja   | Datei hochladen | Bildstock HERIS-ID: 32351 Objekt-ID: 29429                     | Purkersdorfer Straße Standort KG: Oberwagram             | Der massive Pfeiler mit kleinem kubischen Aufsatz und Satteldach entstand im 17. Jahrhundert. | BDA-Hist.: Q37947471 Status: § 2a Stand der BDA-Liste: 2025-06-30 Name: Bildstock GstNr.: 562/2, 563 Bildstock L120                                                   |
| ja   | Datei hochladen | Jubiläumskapelle HERIS-ID: 32344 Objekt-ID: 29422              | Purkersdorfer Straße 56 Standort KG: Oberwagram          | 1904 gründete Josef Zwetzbacher einen Verein mit dem Ziel zum 60. Regierungsjubiläum Kaiser Franz Josephs eine Kapelle zu errichten. Dies gelang, die Kapelle konnte am 16. August 1908 geweiht werden. Der schlichte Bau über nahezu quadratischem Grundriss wird von einem Satteldach abgeschlossen. | BDA-Hist.: Q37947460 Status: § 2a Stand der BDA-Liste: 2025-06-30 Name: Jubiläumskapelle GstNr.: .118 Jubiläumskapelle                                                |
| ja   | Datei hochladen | Kath. Pfarrkirche hl. Michael HERIS-ID: 32343 Objekt-ID: 29421 | Unterwagramer Straße 48 Standort KG: Oberwagram          | Die Kirche mit kreuzförmigem Grundriss besitzt ein abgewalmtes Satteldach und ist durch einen Laubengang mit dem freistehenden Glockenturm und dem Pfarrhof verbunden. Sie wurde 1937–1938 nach Plänen von Rudolf Wondracek erbaut, seit 1940 bildet sie das Zentrum der neuen Pfarre Wagram.          | BDA-Hist.: Q30882688 Status: § 2a Stand der BDA-Liste: 2025-06-30 Name: Kath. Pfarrkirche hl. Michael GstNr.: 98/2 Pfarrkirche Wagram                                 |